# Lijst van voetbalinterlands Noord-Ierland - Roemenië
Deze lijst van voetbalinterlands is een overzicht van alle officiële voetbalwedstrijden tussen de nationale teams van Noord-Ierland en Roemenië. De landen speelden tot op heden negen keer tegen elkaar, te beginnen met een kwalificatiewedstrijd voor het Wereldkampioenschap voetbal 1986, gespeeld op 12 september 1984 in Belfast. De laatste ontmoeting, een vriendschappelijke wedstrijd, vond plaats in Boekarest op 22 maart 2024.

## Wedstrijden
| № | Plaats    | Datum             | Competitie                  | Wedstrijd                | Uitslag |
| - | --------- | ----------------- | --------------------------- | ------------------------ | ------- |
| 1 | Belfast   | 12 september 1984 | WK 1986 kwalificatie        | Noord-Ierland – Roemenië | 3 – 2   |
| 2 | Boekarest | 16 oktober 1985   | WK 1986 kwalificatie        | Roemenië – Noord-Ierland | 0 – 1   |
| 3 | Belfast   | 23 maart 1994     | Vriendschappelijk           | Noord-Ierland – Roemenië | 2 – 0   |
| 4 | Chicago   | 26 mei 2006       | Vriendschappelijk           | Roemenië – Noord-Ierland | 2 – 0   |
| 5 | Boekarest | 14 november 2014  | EK 2016 kwalificatie        | Roemenië − Noord-Ierland | 2 − 0   |
| 6 | Belfast   | 13 juni 2015      | EK 2016 kwalificatie        | Noord-Ierland − Roemenië | 0 − 0   |
| 7 | Boekarest | 4 september 2020  | UEFA Nations League 2020/21 | Roemenië − Noord-Ierland | 1 − 1   |
| 8 | Belfast   | 18 november 2020  | UEFA Nations League 2020/21 | Noord-Ierland − Roemenië | 1 − 1   |
| 9 | Boekarest | 22 maart 2024     | Vriendschappelijk           | Roemenië − Noord-Ierland | 1 − 1   |

## Samenvatting
| Competitie          | Totaal gespeeld | Winst Noord-Ierland | Gelijk | Winst Roemenië | Doelsaldo Noord-Ierland – Roemenië |
| ------------------- | --------------- | ------------------- | ------ | -------------- | ---------------------------------- |
| WK-kwalificatie     | 2               | 2                   | 0      | 0              | 4 − 2                              |
| EK-kwalificatie     | 2               | 0                   | 1      | 1              | 0 − 2                              |
| UEFA Nations League | 2               | 0                   | 2      | 0              | 2 − 2                              |
| Vriendschappelijk   | 3               | 1                   | 1      | 1              | 3 − 3                              |
| Totaal              | 9               | 3                   | 4      | 2              | 9 − 9                              |

## Details

### Vijfde ontmoeting
| EK 2016 kwalificatie (scheidsrechter Jonas Eriksson, Boekarest, Roemenië, 14 november 2014):                                                                                     |              | |
| Roemenië | 2 – 0        | Noord-Ierland |
| Paul Papp 74' Paul Papp 79' | goals        | |
| Victor Pițurcă | bondscoach   | Michael O'Neill |
| Ciprian Tătărușanu Răzvan Raț Vlad Chiricheș Dragoș Grigore Paul Papp Lucian Sânmărtean Gabriel Torje 80' Alexandru Chipciu Cristian Tănase 58' Mihai Pintilii Bogdan Stancu 46' | opstellingen | Roy Carrol Aaron Hughes Chris Baird Gareth McAuley Ryan McGivern Conor McLaughlin Chris Brunt 63' Niall McGinn 78' Corry Evans Kyle Lafferty Oliver Norwood |
| Claudiu Keșerü 46' Alexandru Maxim 58' Ovidiu Hoban 80' | wissels      | 63' Sammy Clingan 78' Billy McKay |
| Mihai Pintilii 47' | gele kaarten | 45+1' Conor McLaughlin 52' Kyle Lafferty |

### Zesde ontmoeting
| EK 2016 kwalificatie (scheidsrechter Carlos Velasco, Belfast, Noord-Ierland, 13 juni 2015):                                                                    |              | |
| Noord-Ierland | 0 – 0        | Roemenië |
| | goals        | |
| Michael O'Neill | bondscoach   | Victor Pițurcă |
| Michael McGovern Chris Baird Gareth McAuley Jonny Evans 79' Conor McLaughlin Steve Davis Chris Brunt Oliver Norwood Stuart Dallas Kyle Lafferty Jamie Ward 79' | opstellingen | Ciprian Tătărușanu László Sepsi Vlad Chiricheș Dragoș Grigore Paul Papp Gabriel Torje Andrei Prepeliță 61' Alexandru Chipciu Mihai Pintilii 72' Claudiu Keșerü 90' Alexandru Maxim |
| Corry Evans 79' Craig Cathcart 79' | wissels      | 61' Bogdan Stancu 72' Florin Andone 90' Gabriel Tamaș |
| Chris Brunt 50' | gele kaarten | 29' Mihai Pintilii 47' László Sepsi 78' Gabriel Torje |
| - Debuut van Florin Andone (Córdoba CF) voor Roemenië. |              | |

IFA · A-internationals · Selecties · Bondscoaches · Noord-Iers vrouwenelftal · Brits olympisch elftal · N-Ierland U21 · N-Ierland U20 · N-Ierland U19 · N-Ierland U18 · N-Ierland U17 · N-Ierland U16
1882 – 1899 ·
1900 – 1919 ·
1920 – 1929 ·
1930 – 1939 ·
1940 – 1949 ·
1950 – 1959 ·
1960 – 1969 ·
1970 – 1979 ·
1980 – 1989 ·
1990 – 1999 ·
2000 – 2009 ·
2010 – 2019 ·
2020 – 2029
EK 2016
WK 1958 · 
WK 1982 · 
WK 1986
1921 · 
1922 · 
1923 · 
1924 · 
1925 · 
1926 · 
1927 · 
1928 · 
1929 · 
1930 · 
1931 · 
1932 · 
1933 · 
1934 · 
1935 · 
1936 · 
1937 · 
1938 · 
1939 · 
1940 · 1941 · 1942 · 1943 · 1944 · 1945 · 
1946 · 
1947 · 
1948 · 
1949 · 
1950 · 
1952 · 
1952 · 
1953 · 
1954 · 
1955 · 
1956 · 
1957 · 
1958 · 
1959 · 
1960 · 
1961 · 
1962 · 
1963 · 
1964 · 
1965 · 
1966 · 
1967 · 
1968 · 
1969 · 
1970 · 
1971 · 
1972 · 
1973 · 
1974 · 
1975 · 
1976 · 
1977 · 
1978 · 
1979 · 
1980 · 
1981 · 
1982 · 
1983 · 
1984 · 
1985 · 
1986 · 
1987 · 
1988 · 
1989 · 
1990 ·
1991 · 
1992 · 
1993 · 
1994 · 
1995 · 
1996 · 
1997 · 
1998 · 
1999 · 
2000 · 
2001 · 
2002 · 
2003 · 
2004 · 
2005 · 
2006 · 
2007 · 
2008 · 
2009 · 
2010 · 
2011 · 
2012 · 
2013 · 
2014 · 
2015 · 
2016 · 
2017 · 
2018 · 
2019 · 
2020 · 
2021 ·
2022 ·
2023 ·
2024
Albanië ·
Algerije ·
Andorra ·
Argentinië ·
Armenië ·
Australië ·
Azerbeidzjan ·
Barbados ·
België ·
Bosnië en Herzegovina ·
Brazilië ·
Bulgarije ·
Canada ·
Chili ·
Colombia ·
Costa Rica ·
Cyprus ·
Denemarken ·
Duitsland ·
Engeland ·
Estland ·
Faeröer ·
Finland ·
Frankrijk ·
Georgië · 
Griekenland ·
Honduras ·
Hongarije ·
Ierland ·
IJsland ·
Israël ·
Italië ·
Joegoslavië ·
Kazachstan ·
Kosovo ·
Kroatië ·
Letland ·
Liechtenstein ·
Litouwen ·
Luxemburg · 
Malta ·
Marokko ·
Mexico ·
Moldavië ·
Montenegro ·
Nederland ·
Nieuw-Zeeland ·
Noorwegen ·
Oekraïne ·
Oostenrijk ·
Panama ·
Polen ·
Portugal ·
Qatar ·
Roemenië ·
Rusland ·
Saint Kitts en Nevis ·
San Marino ·
Schotland ·
Servië ·
Servië en Montenegro ·
Slovenië ·
Slowakije ·
Sovjet-Unie ·
Spanje ·
Thailand ·
Trinidad en Tobago ·
Tsjechië ·
Tsjecho-Slowakije ·
Turkije ·
Uruguay ·
Verenigde Staten ·
Wales ·
Wit-Rusland · 
Zuid-Korea ·
Zweden ·
Zwitserland
Frankrijk (1982) · Oekraïne (2016) · Oostenrijk (1982) · Polen (2016)
FRF · A-internationals · Selecties · Bondscoaches · Statistieken · Roemeens vrouwenelftal · Olympisch elftal · Roemenië U21 · Roemenië U20 · Roemenië U19 · Roemenië U18 · Roemenië U17 · Roemenië U16
1922 – 1929 · 
1930 – 1939 · 
1940 – 1949 · 
1950 – 1959 · 
1960 – 1969 · 
1970 – 1979 · 
1980 – 1989 · 
1990 – 1999 · 
2000 – 2009 · 
2010 – 2019 · 
2020 – 2029
EK's: 1984 · 
1996 · 
2000 · 
2008 · 
2016 · 
2024
WK's: 1930 · 
1934 · 
1938 · 
1970 · 
1990 · 
1994 · 
1998
OS: 1924 · 
1952 · 
1964 · 
2020
1922 · 
1923 · 
1924 · 
1925 · 
1926 · 
1927 · 
1928 · 
1929 · 
1930 · 
1931 · 
1932 · 
1933 · 
1934 · 
1935 · 
1936 · 
1937 · 
1938 · 
1939 · 
1940 · 
1941 · 
1942 · 
1943 · 
1944 · 
1945 · 
1946 · 
1947 · 
1948 · 
1949 · 
1950 · 
1952 · 
1952 · 
1953 · 
1954 · 
1955 · 
1956 · 
1957 · 
1958 · 
1959 · 
1960 · 
1961 · 
1962 · 
1963 · 
1964 · 
1965 · 
1966 · 
1967 · 
1968 · 
1969 · 
1970 · 
1971 · 
1972 · 
1973 · 
1974 · 
1975 · 
1976 · 
1977 · 
1978 · 
1979 · 
1980 · 
1981 · 
1982 · 
1983 · 
1984 · 
1985 · 
1986 · 
1987 · 
1988 · 
1989 · 
1990 · 
1991 · 
1992 · 
1993 · 
1994 · 
1995 · 
1996 · 
1997 · 
1998 · 
1999 · 
2000 · 
2001 · 
2002 · 
2003 · 
2004 · 
2005 · 
2006 · 
2007 · 
2008 · 
2009 · 
2010 · 
2011 · 
2012 · 
2013 · 
2014 · 
2015 ·
2016 ·
2017 ·
2018 ·
2019 ·
2020 ·
2021 ·
2022 ·
2023
Albanië ·
Algerije ·
Andorra ·
Argentinië ·
Armenië ·
Australië ·
Azerbeidzjan ·
België ·
Bolivia ·
Bosnië en Herzegovina ·
Brazilië ·
Bulgarije ·
Chili ·
China ·
Colombia ·
Congo-Kinshasa ·
Cuba ·
Cyprus ·
DDR ·
Denemarken ·
Duitsland ·
Ecuador ·
Egypte ·
Engeland ·
Estland ·
Faeröer ·
Finland ·
Frankrijk ·
Georgië ·
Griekenland ·
Honduras ·
Hongarije ·
Ierland ·
IJsland ·
Irak ·
Iran ·
Israël ·
Italië ·
Ivoorkust ·
Japan ·
Joegoslavië ·
Kameroen ·
Kazachstan · 
Kosovo · 
Kroatië ·
Letland ·
Liechtenstein ·
Litouwen ·
Luxemburg ·
Malta ·
Marokko ·
Mexico ·
Moldavië ·
Montenegro ·
Nederland ·
Nigeria ·
Noord-Ierland ·
Noord-Macedonië ·
Noorwegen ·
Oekraïne ·
Oostenrijk ·
Paraguay ·
Peru ·
Polen ·
Portugal ·
Rusland ·
San Marino ·
Schotland ·
Servië ·
Slovenië ·
Slowakije ·
Sovjet-Unie ·
Spanje ·
Trinidad en Tobago ·
Tsjechië ·
Tsjecho-Slowakije ·
Tunesië ·
Turkije ·
Turkmenistan ·
Uruguay ·
Verenigde Arabische Emiraten ·
Verenigde Staten ·
Wales ·
Wit-Rusland ·
Zuid-Korea ·
Zweden ·
Zwitserland
Albanië (2016) · 
Frankrijk (2008) · 
Frankrijk (2016) · 
Italië (2008) · 
Nederland (2008) · 
Zwitserland (2016)